# Dialogus Salomonis et Marcolphi
Il Dialogus Salomonis et Marcolphi è una novella medievale derivata dal ciclo salomonico.

## Storia
Il dialogo è già citato tra i testi proibiti nel Decretum Gelasianum del VI secolo, dove appare come Scriptura quae appellatur Salomonis Interdictio.
Il personaggio di Marcolfo, in relazione ad una disputa con Salomone, è citato attorno al 1000 dall'abate del monastero di San Gallo Notkero III:
()

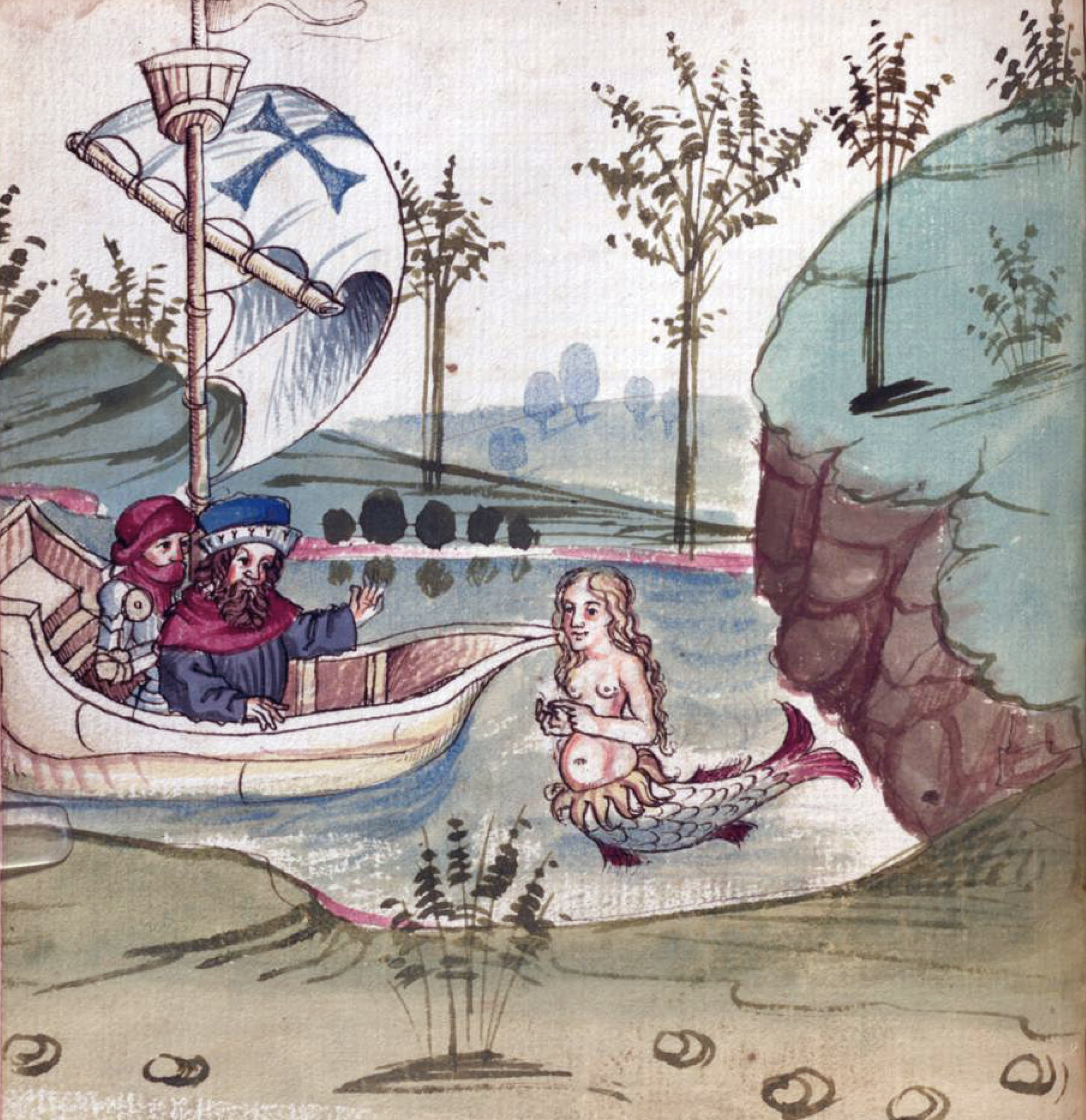
Illustrazione tratta dal manoscritto "Salman und Morolf" di Hans Dirmstein,1479, Biblioteca Universitaria Johann Christian Senckenberg, Francoforte sul Meno

Racconti simili sono anche riportati in antichissimi poemetti tedeschi (Salman und Morolf, 1190 circa) e russi.
L'edizione più antica del racconto latino, Dialogus Salomonis et Marcolphi (il nome di Marcolfo si trova anche scritto Marculphus o Marcolphus) è databile al 1470 circa, alla quale ne sono poi succedute numerosissime, specie sul finire del XVI secolo, in latino tanto quanto in volgare, come El dialogo di Salomon e Marcolpho.
Si tratta di un dialogo satirico tipicamente medievale, del genere che solitamente appartiene alla tradizione dei clerici vagantes.

## Trama
()
Nella prima parte del Dialogo il brutto ed astuto contadino Marcolfo incontra il re Salomone. Dopo averne dileggiato la genealogia sacra (Ego sum de duodecim generacionibus prophetarum...), contrapponendovi la propria (Et ego sum de duodecim generacionibus rusticorum...) e quella della moglie Politana (Uxor vero mea de duodecim generacionibus lupitanarum...), inizia con lui una disputa durante la quale alla saggezza biblica di Salomone contrappone la sua arguzia contadina fatta di parodie, saggezza popolare e giochi di parole volgari.
Nella seconda parte Marcolfo, accolto alla corte del re che ne apprezza la sottigliezza e la vivacità, è messo alla prova in una serie di situazioni insidiose dalle quali riesce sempre a scamparla, non senza suscitare le ire di Salomone; tanto da essere infine condannato a morte per impiccagione, sfuggendone però grazie ad un'ultima astuzia.
Nella terza parte, che non è riportata in tutte le edizioni, Marcolfo restituisce a Salomone la sua regina, fattasi rapire consenziente da un re pagano, e riconquista così definitivamente la sua fiducia.
Per tutta la storia sono sottese alla narrazione due diverse concezioni della donna: l'idealizzazione virtuosa ed estatica di Salomone ed i ritratti femminili, volgari e sciovinisti, che escono dalla bocca di Marcolfo.

## Influenze successive
Nel 1606 Giulio Cesare Croce ne derivò la celebre novella di Bertoldo: Le sottilissime astuzie di Bertoldo, dove il contesto biblico di Salomone viene sostituito da quello dell'epoca longobarda di re Alboino ed i panni di Marcolfo sono vestiti da Bertoldo. Lo spirito del dialogo viene però ampiamente ripulito da ogni volgarità e l'aspetto satirico ne esce considerevolmente ridimensionato.
Nella successiva novella Bertoldino, Croce prende nuovamente spunto dall'antico racconto inserendo il personaggio di Marcolfa, moglie di Bertoldo, in un ruolo analogo a quello di Politana, moglie del Marcolfo medievale.

## Influenza culturale

Una scena del film di Mario Monicelli

Bertoldo, Bertoldino e Cacasenno è un film del 1984, regia di Mario Monicelli e cast d'eccezione; Ugo Tognazzi nei panni del difforme e astuto Bertoldo, Alberto Sordi come fra' Cipolla, Lello Arena nel ruolo di re Alboino. Il film deve molto alla rappresentazione che lo stesso Monicelli dava nella saga di Brancaleone, alias Vittorio Gassman; le vicende raccontate dal Croce si amalgamano ad altri mille spunti presi dalla commedia classica e dagli autori medievali per restituire l'immagine di un medioevo macchiettistico e colorato.